# ウィレム・ペイペル
ウィレム・ペイペル（Willem Pijper、1894年9月8日 - 1947年3月18日）は、オランダの作曲家。

## 経歴
ユトレヒト近郊のゼイスト出身。ユトレヒト音楽院でヨハン・ワーヘナールに作曲を師事。アムステルダム音楽院の教授を務め、1930年からその死までロッテルダム音楽院の講師も務めた。また音楽評論家としても活動した。
交響曲第1番（1917）ではグスタフ・マーラーの影響が顕著だったが、1919年から無調を取り入れ始めるようになり、作風に大きな変化が現れた。とはいえ、調性を完全に捨てることはなかった。
作品には3曲の交響曲、ピアノ協奏曲、ヴァイオリン協奏曲、チェロ協奏曲、室内楽曲、ピアノ曲、声楽曲などがある。

## 文献
- De quinten-cirkel, opstellen over muziek. Querido, Amsterdam, 1929.
- De stemvork, opstellen over muziek. Querido, Amsterdam, 1930.
- Willem Pijper : het papieren gevaar - Verzamelde geschriften (1917-1947). 2 dln. + register, bezorgd door Arthur van Dijk. MCN, Amsterdam, 2011. ISBN 978 90 6375 217 0